# Metanoia (figura retorica)
La metànoia (dal greco μετανοεῖν, metanoein, cambiare il proprio pensiero, cambiare idea) è un artificio retorico usato per ritrattare un'affermazione appena fatta, e poi dirla nuovamente in un modo migliore. È simile alla correctio. Se la correzione risponde a un calcolato effetto retorico, si parla più specificamente di epanortosi.

## Correctio
La metanoia è usata per riprendere un'affermazione in due modi: per indebolire la dichiarazione precedente o per rafforzarla.

### Indebolimento
L'uso della metanoia per indebolire un'affermazione serve per mantenere l'affermazione originale, specificandola con una più qualificante. Per esempio, dicendo «Ti ucciderò. Sarai punito», la forza dell'affermazione originale («Ti ucciderò») rimane, ma viene presentata un'alternativa più realistica («Sarai punito»).

### Rafforzamento
Quando viene usata per rafforzare una frase, la metanoia serve a far passare il lettore da una posizione moderata a una più radicale, come in Marco Aurelio:
(Meditationes, Libro primo.)
Qui Marco Aurelio usa la metanoia per passare da un'idea più leggera («non aver osservato gli ammonimenti degli dei») a una più intensa («non aver osservato... le loro istruzioni dirette»).